# Tawhaki Vallis
La Tawhaki Vallis è una struttura geologica della superficie di Io.